# Agnès Mukabaranga
Agnès Mukabaranga, née à Gitarama, est une femme politique rwandaise. Juriste de formation,elle est membre du Parti démocrate chrétien qu'elle préside en 2010 (devenu centriste) (PDC). 
Agnès Mukabaranga a été membre du Sénat rwandais 
et membre du Parlement panafricain de 2004 à 2012.